# 东新站 (朝鲜)
東新站（韓語：동신역）是朝鮮民主主義人民共和國慈江道東新郡東新邑的一個鐵路車站，属于满浦线。

## 历史
- 1935年10月1日，开通使用。

## 邻近车站
满浦线
草上站 - 東新站 - 价古青年站